# Rhodiola prainii
Rhodiola prainii är en fetbladsväxtart som först beskrevs av R.-hamet, och fick sitt nu gällande namn av Hideaki Ohba. Rhodiola prainii ingår i släktet rosenrötter, och familjen fetbladsväxter. Inga underarter finns listade i Catalogue of Life.